# Пливање на Летњим олимпијским играма 2024 — 800 м слободно за жене
Трке на 800 метара слободним стилом за жене на Летњим олимпијским играма 2024. одржале су се 2. августа (квалификације) и 3. августа (финале) на базену Дефанс арене у Паризу. Био је то 15. пут откако је ова дисциплина била део званичног олимпијског програма од њеног званичног дебија на ЛОИ 1968. у Мексику.
За трке у овој дисциплини било је пријављено свега 16 такмичарки из 13 земаља.
Титулу олимпијске победнице у овој дисциплини по четврти пут у низу освојила је Американка Кејти Ледеки, сребро је припало Ариарн Титмус из Аустралије, док је бронзана била Американка Пејџ Маден.

## Освајачи медаља
|                    | Резултат |                     | Резултат |                  | Резултат |
|                    |          |                     |          |                  |          |
| Кејти Ледеки (USA) | 8:11.04  | Ариарн Титмус (AUS) | 8:12.29  | Пејџ Маден (USA) | 8:13.00  |

## Званични рекорди
Пре почетка такмичења, званични рекорди у овој дисциплини су били следећи:
|                      | Име                | Резултат | Место                   | Датум            |
| -------------------- | ------------------ | -------- | ----------------------- | ---------------- |
| Светски рекорд СР    | Кејти Ледеки (САД) | 8:04.79  | Рио де Жанеиро (Бразил) | 12. август 2016. |
| Олимпијски рекорд ОР | Кејти Ледеки (САД) | 8:04.79  | Рио де Жанеиро (Бразил) | 12. август 2016. |

## Квалификационе норме
Квалификациона норма за учешће у овој дисциплини износила је 8:26.71 и све такмичарке које су испливали трку у том времену на неком од званичних такмичења у периоду између 1. марта 2023. и 23. јуна 2024, стекле су право да учествују на Ирама у Паризу. У случају да довољан број пливача нема испливану квалификациону норму, следећи параметар је било селекционо време од 8:29.24. Свака од земаља је имала право да учествује са по максимално два такмичара по дисциплини, под условом да оба такмичара имају испливану квалификациону норму. Одређен број учесничких квота је попуњен на основу специјалних позивница земљама које немају квалификованих спортиста у пливању.

## Резултати квалификација
Квалификационе трке у дисциплини 800 метара слободно за жене су пливане 2. августа у јутарњем делу програма, са почетком од 11.40 часова по локалном времену (UTC+2). У квалификацијама је учествовало 16 пливачица из 13 земаља, пливало се у 2 квалификационе групе, а директан пласман у финале остварило је 8 пливачица са најбољим резултатима.
| Пласман | Трка | Стаза | Пливачица               | НОК                       | Резултат | Нап. |
| ------- | ---- | ----- | ----------------------- | ------------------------- | -------- | ---- |
| 1.      | 2    | 4     | Кејти Ледеки            | Сједињене Америчке Државе | 8:16.62  | КВ   |
| 2.      | 2    | 6     | Пејџ Маден              | Сједињене Америчке Државе | 8:18.48  | КВ   |
| 3.      | 2    | 5     | Ариарн Титмус           | Аустралија                | 8:19.87  | КВ   |
| 4.      | 1    | 5     | Лани Палистер           | Аустралија                | 8:20.21  | КВ   |
| 5.      | 1    | 3     | Изабел Гозе             | Немачка                   | 8:20.63  | КВ   |
| 6.      | 2    | 3     | Симона Квадарела        | Италија                   | 8:20.89  | КВ   |
| 7.      | 1    | 6     | Ерика Ферведер          | Нови Зеланд               | 8:22.22  | КВ   |
| 8.      | 1    | 2     | Анастасија Кирпичњикова | Француска                 | 8:22.99  | КВ   |
| 9.      | 1    | 4     | Ли Бингђе               | Кина                      | 8:27.92  |      |
| 10.     | 1    | 7     | Марија Фернанда Коста   | Бразил                    | 8:32.20  |      |
| 11.     | 1    | 1     | Ган Чинг Хви            | Сингапур                  | 8:32.37  | НР   |
| 12.     | 2    | 2     | Ив Томас                | Нови Зеланд               | 8:33.25  |      |
| 13.     | 2    | 7     | Ајна Кешељ              | Мађарска                  | 8:36.13  |      |
| 14.     | 2    | 1     | Агостина Хајн           | Аргентина                 | 8:37.43  |      |
| 15.     | 2    | 8     | Кристел Кобрих          | Чиле                      | 8:46.46  |      |
| 16.     | 1    | 8     | Џамила Булакбеч         | Тунис                     | 9:21.38  |      |

## Резултати финала
Финална трка је пливана 3. августа у вечерњем делу програма, са почетком од 21.28 часова по локалном времену.
| Пласман | Стаза | Пливачива               | НОК                       | Резултат | Нап. |
| ------- | ----- | ----------------------- | ------------------------- | -------- | ---- |
|         | 4     | Кејти Ледеки            | Сједињене Америчке Државе | 8:11.04  |      |
| 2       | 3     | Ариарн Титмус           | Аустралија                | 8:12.29  | KР   |
| 3       | 5     | Пејџ Маден              | Сједињене Америчке Државе | 8:13.00  |      |
| 4.      | 7     | Симона Квадарела        | Италија                   | 8:14.55  | НР   |
| 5.      | 2     | Изабел Гозе             | Немачка                   | 8:17.82  |      |
| 6.      | 6     | Лани Палистер           | Аустралија                | 8:21.09  |      |
| 7.      | 8     | Анастасија Кирпичњикова | Француска                 | 8:22.80  |      |
| 8.      | 1     | Ерика Ферведер          | Нови Зеланд               | 8:23.27  |      |